# Shewketjan Tayir
Shewketjan Tayir (uigurisch شەۋكەتجان تايىر, chinesisch 肖开提江·塔依尔 Xiàokāitíjiāng Tǎyīěr, * 11. Mai 2001) ist ein chinesischer Fußballspieler uigurischer Abstammung.

## Leben und Karriere

### Verein
Tayir spielte in den Jugendvereine von Xinjiang FA. Seit 2022 ist er im Verein Wuhan Three Towns FC aktiv. Er debütierte Debüt am 17. November 2022 in einem Ligaspiel gegen Dandong Tengyue FC bei einem 5:1-Sieg.

### Nationalmannschaft
Tayir begann 2018 seine Nationalmannschaftskarriere bei den U17-Junioren der China. Anschließend spielte er 2019 drei Spiele der China U18. 2021 trat er der China U20 bei.